# Disparida
Disparida Moore and Laudon, 1943 è una sottoclasse estinta di echinodermi crinoidi vissuti nel Paleozoico (dall'Ordoviciano medio al Permiano superiore); in passato inclusi nel raggruppamento polifiletico degli Inadunata.